# Heinrich Kreutz
Heinrich Carl Friedrich Kreutz (8 de septiembre de 1854 - 13 de julio de 1907) fue un astrónomo alemán , conocido por sus estudios de las órbitas de varios cometas rasantes del Sol, que revelaron que todos eran objetos relacionados, producidos cuando un cometa rasante del Sol muy grande se fragmentó varios cientos de años antes. El grupo ahora se conoce como los cometas rasantes del Sol de Kreutz, y ha producido algunos de los cometas más brillantes jamás vistos, incluidos X/1106 C1 y el cometa Ikeya–Seki. La fuente del grupo puede haber sido el Gran Cometa del 371 a . C.

## Biografía
Kreutz nació en Siegen en 1854 y obtuvo su doctorado en la Universidad de Bonn en 1880 con una tesis sobre la órbita del cometa C/1861 J1. En 1882 se trasladó a Kiel , donde trabajó en el observatorio y la universidad. En 1896 se convirtió en editor de Astronomische Nachrichten, la revista astronómica más importante de la época, cargo que ocupó hasta su muerte en 1907.
El planeta menor 3635 Kreutz, descubierto por Luboš Kohoutek en 1981, recibió su nombre.